# Öcher Platt
Öcher Platt är en tysk dialekt som talades i Aachen och fortfarande talas bland vissa äldre i Aachen. Det är en blandad dialekt som tillhör Ripuar dialektgruppen och södra nedre frankiska. Eftersom bokstäverna "ch" i Öcher Platt, till skillnad från i högtyska "sch" (i själva verket uttalas en obefintlig alveolopalatalator frikativ [ɕ]) är det korrekta namnet Öcher Platt, men Öscher Platt (uttalad med kort ö).
Öcher Platt har en särskiljande och för andra människor som härstammar från andra tyska regioner, konstig ljudande melodi, som ofta kallas "sång".
Äkta Öcher Platt är knappast förståelig för tyska talare och talas mindre och mindre ofta i Aachen sedan andra världskriget. Det har gett vägen för en variant av den rheniska dialekten, som har tagit på sig några av de grammatiska särdrag och några ord och fraser i Öcher Platt, men är allmänt förståeligt och närmare högtyska. Det är slående att Aachener-uttrycket av den rheniska regionenlectus uppfattas av utomstående som verklig Öcher Platt, medan Aachener vet att hen inte talar någon Öcher Platt och säger att hen talar högtyska.